# Die Prinzessin Suwarin
Die Prinzessin Suwarin ist ein deutscher Stummfilm von Johannes Guter mit Lil Dagover und Xenia Desni in der Titelrolle.

## Handlung
Im Hamburger Hafen legen zwei Passagierschiffe an. An Bord des einen befindet sich die aus der bolschewistischen Heimat ins deutsche Exil geflohene russische Prinzessin Suwarin, während von dem anderen Schiff der Millionär Cyrus Proctor von Bord geht. Beide Passagiere haben in ein und demselben Hotel ihre Unterkunft gefunden. Prinzessin Suwarin muss sich ab sofort eine Arbeit suchen, um Geld zu verdienen. Sie versucht sich bei einer Filmproduktionsfirma, wo sie den Filmstar Tina Bermonte kennenlernt und sich in den Hilfsregisseur Andrej Klipman verliebt. Die Russin weiß nicht, dass dieser wiederum längst verheiratet ist und sie klammheimlich an einen anderen Mann verschachern will. Schließlich findet die Prinzessin Gefallen an ihrem Herbergsmitbewohner Cyrus Proctor. Beide heiraten, und die Titelheldin kehrt mit ihrem Gatten in dessen Heimat Amerika heim.

## Produktionsnotizen
Die Dreharbeiten fanden von Oktober 1922 bis Februar 1923 in den Decla-Bioscop-Ateliers Neubabelsberg, dem heutigen Studio Babelsberg in Potsdam, statt. Die Prinzessin Suwarin passierte am 10. April 1923 die Filmzensur und wurde mit Jugendverbot belegt. Die Uraufführung erfolgte am 12. April 1923 im Tauentzienpalast. Der siebenaktige Film besaß eine Länge von 2385 Metern. In Österreich war der am 2. November erstaufgeführte Streifen rund 2450 Meter lang.
Die Filmbauten stammen von Erich Czerwonski.

## Kritik
In Paimann’s Filmlisten ist zu lesen: „Das Sujet hat manche Längen und verliert durch ständiges Pendeln zwischen Schauspiel und Groteske viel von seiner Wirkung. Sehr nett ist die Darstellung in allen Rollen, wie auch die Regie einwandfrei arbeitete und hübsche Bilder schuf. Die Aufmachung ist auf der Höhe, desgleichen die Photographie.“